# Mariam Al Maadeed
Mariam Al Ali Al Maadeed —àrab: مريم المعاضيد, Maryam al-Maʿāḍĩd— és una professora i investigadora en Física i en Ciència de materials qatariana de la Universitat de Qatar.

## Tasca científica
Membre de la família Al Ali i de la tribu Al Maadeed, Mariam aconseguí el doctorat en ciència de materials per la Universitat d'Alexandria (Egipte) el 2001, quan ja era mare de tres fills, i el mateix any entrà a treballar a la Universitat de Qatar, on fou directora del "Centre de Materials Avançats", i creadora del programa de "Masters de Ciència de materials i Tecnologia". La seva recerca se centra en els camps de l'anàlisi de polímers i de les tècniques dels nanocompostos i de la nanotecnologia. Actualment, Mariam Al Maadeed és la vicerectora de Recerca i Estudis de Postgrau de la Universitat de Qatar.
També és membre dels consells editorials de diverses publicacions científiques. Ha publicat més de 200 articles, capítols, obres i publicacions de conferències. Imparteix conferències i actua com a consultora d'empreses industrials, de ministres del govern i de diversos actors de la societat.
El 2018, en una intervenció a la Facultat de Dret de la Universitat du Qatar, Al Maadeed encoratjà les dones a accedir a totes les professions de l'àmbit del Dret. La doctora Al Maadeed ha representat Qatar a la "Cimera Global d'Innovació" el 2019. A la tercera conferència internacional "Mitjans i Comunicació", organitzada per la Universitat el 2020, la professora destaca la importància de sensibilitzar cap a la recerca científica els estudiants i els investigadors de les Ciències de la informació.

## Premis
Mariam Al Maadeed ha rebut nombrosos premis qatarians i internacionals per la seva tasca investigadora.

## Patents
Mariam Al Maadeed ha patentat polímers compostos reforçats a partir de plàstics reciclats i mètodes per produir grafè.

## Publicacions
1. Ponnamma, D., Sadasivuni, K.K., Wan, C., Thomas, S., Flexible and Stretchable Electronic Composites,[1] Ed. Al-Ali AlMa'adeed, M., 2015, ISBN 978-3319-23662-9
2. Kishor Kumar Sadasivuni, John-John Cabibihan, Deepalekshmi Ponnamma, Mariam Al-Ali Al-Maadeed, Jaehwan Kim, Biopolymer Composites in Electronics,[4] Print, ISBN 9780128092613, llibre electrònic ISBN 978-0081009741
3. Polyolefin Compounds and Materials, Fundamental and Industrial Applications,[22] Ed. Mariam AlMaadeed, Igor Krupa, Springer, ISBN 978-3-319-25980-2
4. Polymer Science and Innovative Applications: Materials, Techniques, and Future Developments, Ed. Mariam AlMaadeed, Deepalekshmi Ponnamma, Marcelo Carignano, Elsevier, ISBN 9780128168080[23][24]